# Усть-Омчуг
Усть-Омчу́г — посёлок городского типа в Магаданской области России, административный центр Тенькинского района и соответствующего ему муниципального округа.
Посёлок расположен на 271-м километре автодороги к северо-западу от Магадана, в месте впадения реки Омчуг в Детрин.

## Этимология
Название происходит от эвенк. омчик или эвенк. омчук «топь, долина» и означает «устье долины» или «устье топи».

## История
Населённый пункт основан в 1939 году.

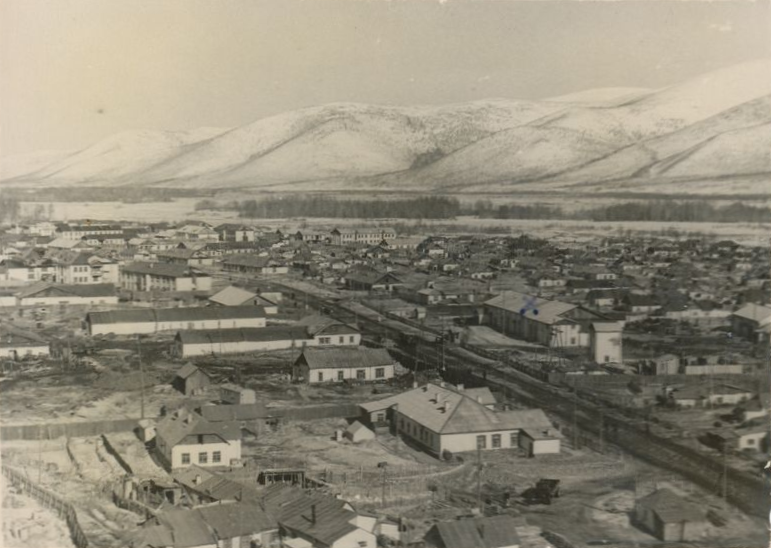
Усть-Омчуг. 1958 год.

В 1949—1956 годах здесь располагался один из советских исправительно-трудовых лагерей — Теньлаг.
Статус посёлка городского типа — с 1953 года.
В 1955 году, после того как был закрыт исправительно-трудовой лагерь Бутугычаг с урановыми и оловянными рудниками, посёлок Нижний Бутугычаг был заброшен, а его население переведено в Усть-Омчуг.
В Усть-Омчуге родился писатель Олег Слепынин.

## Транспорт
Внутрипоселковый транспорт представлен автобусами и маршрутными такси.
С автостанции посёлка регулярно отправляются автобусы в город Магадан, Палатку, Омчак, Сокол.
Регулярное авиасообщение Магадан — Усть-Омчуг — Магадан возобновлено 5 марта 2021 года после 30-летнего перерыва. Полёты осуществляются раз в неделю на самолёте ТВС-2МС.

## Население
| 1959  | 1970  | 1979  | 1989    | 2002  | 2009  | 2010  |
| ----- | ----- | ----- | ------- | ----- | ----- | ----- |
| 5943  | ↗8223 | ↗8535 | ↗11 343 | ↘4867 | ↘4128 | ↘3914 |
| 2011  | 2012  | 2013  | 2014    | 2015  | 2016  | 2017  |
| ↘3888 | ↘3727 | ↘3609 | ↘3515   | ↘3452 | ↘3432 | ↘3273 |
| 2018  | 2019  | 2020  | 2021    | 2023  | 2024  |       |
| ↘3128 | ↘2910 | ↘2757 | ↘2572   | ↘2523 | ↗2529 |       |

## Климат
В Усть-Омчуге холодный климат и значительное количество осадков, даже в засушливые месяцы часто бывает дождь. По классификации климатов Кёппена — субарктический климат (индекс Dfc) с равномерным увлажнением и холодной зимой.
- Среднегодовая температура воздуха — −8,9 °C
- Относительная влажность воздуха — 74,5 %
- Средняя скорость ветра — 3,5 м/с

| Показатель                    | Янв.  | Фев.  | Март  | Апр.  | Май  | Июнь | Июль | Авг. | Сен. | Окт.  | Нояб. | Дек.  | Год   |
| ----------------------------- | ----- | ----- | ----- | ----- | ---- | ---- | ---- | ---- | ---- | ----- | ----- | ----- | ----- |
| Средний суточный максимум, °C | −24,9 | −21,7 | −14,7 | −5,2  | 3,7  | 11,7 | 14,8 | 14,1 | 7,7  | −4,5  | −17,9 | −23,7 | −4,9  |
| Средняя температура, °C       | −27,7 | −25,3 | −19,9 | −10,2 | 0,0  | 7,3  | 10,7 | 9,9  | 3,9  | −7,9  | −20,8 | −26,3 | −8,9  |
| Средний суточный минимум, °C  | −30,5 | −28,9 | −25   | −15,1 | −3,6 | 3,0  | 6,7  | 5,7  | 0,2  | −11,3 | −23,6 | −28,8 | −12,5 |
| Норма осадков, мм             | 15    | 13    | 7     | 13    | 28   | 46   | 67   | 60   | 48   | 38    | 24    | 16    | 375   |
| Источник: Климат Усть-Омчуга  |       |       |       |       |      |      |      |      |      |       |       |       |       |

## Экономика
- Горно-обогатительный комбинат
- Цех ремонта горного оборудования
- Леспромхоз
- ОАО «Электрум-плюс»

## Инфраструктура
В посёлке расположены средняя школа, детский сад, центральная районная больница, Дворец детского творчества, новая модельная библиотека, спорткомплекс открытого типа.

## Культура
- Центр досуга и народного творчества[26][27]
- Краеведческий музей
- Кинотеатр

## Достопримечательность
- Храм Ксении Петербургской

### Памятник, скульптура
- Памятник В. И. Ленину
- Памятный знак «Орден Отечественной войны»
- Стела памяти
- Мемориал жертвам репрессий

## В литературе
- Анатолий Жигулин, стихотворение «Летели гуси за Усть-Омчуг…»

- Олег Слепынин, роман «Златник». Четыре персонажа романа, принадлежащие разным поколениям, так или иначе связаны с п. Усть-Омчуг.

## Известные лица
- Олег Слепынин — писатель